# Klauzula sumienia (album)
Klauzula sumienia – studyjny album polskiego piosenkarza i instrumentalisty Macieja Maleńczuka, który został wydany w 2020 roku nakładem wytwórni Agora S.A.

## Ogólna charakterystyka
Jest to kolejny, po wydaniu dwa lata wcześniej płyty The Ant, studyjny album solowy Macieja Maleńczuka, na którym artysta zamieścił 12 nowych kompozycji. Album Klauzula sumienia promował singiel z piosenką „Rycerz Maryi”. Treść utworu skupiona na temacie religijnym miała uderzać w Kościół katolicki i jego wiernych.
Album Klauzula sumienia dotarł do 8. miejsca (debiut) głównego polskiego zestawienia sprzedaży OLiS.

## Recenzje
Dziennikarz tygodnika „Polityka” Bartłomiej Chaciński we wstępie recenzji albumu Klauzula sumienia, napisał „na całkiem udanej jak na ostatnie swoje dokonania płycie autor błyszczy w roli gitarzysty”. W dalszej części autor, komentując warstwę liryczną dzieła, streścił śpiewany w piosenkach albumu przekaz Maleńczuka:

O wstawaniu z kolan, o podziałach sąsiedzkich, ekstremizmie religijnym, narodowych wadach i fobiach, a wreszcie karmieniu ludzi nacjonalizmem (…). Nowy Maleńczuk to zestaw tematów, które znamy z prasowej publicystyki. W piosenkach zawieszonych pomiędzy konwencjami ulicy, literackiego kabaretu i undergroundu. Napisanych sprawnie (…), ale przynoszących mało zaskakujące wnioski (…) niezmierzających do puenty.

## Lista utworów
Źródło: 
1. „Klauzula sumienia” – 3:39 (muzyka, słowa: Maciej Maleńczuk)
2. „Zdzira jak ty” – 4:26 (muzyka, słowa: Maciej Maleńczuk)
3. „Szabada” – 5:44 (muzyka, słowa: Maciej Maleńczuk)
4. „Policjant” – 3:55 (muzyka, słowa: Maciej Maleńczuk)
5. „Rycerz Maryi” – 3:08 (muzyka, słowa: Maciej Maleńczuk)
6. „Bajaga (jak to tak)” – 4:42 (muzyka: Momčilo Bajagić, słowa: Maciej Maleńczuk)
7. „Bum szaka laka” – 3:56 (muzyka, słowa: Maciej Maleńczuk)
8. „Hamulcowy” – 3:45 (muzyka, słowa: Maciej Maleńczuk)
9. „Baby” – 4:29 (muzyka, słowa: Maciej Maleńczuk)
10. „Obrońca życia” – 4:58 (muzyka, słowa: Maciej Maleńczuk)
11. „Artysta – faszysta” – 3:33 (muzyka, słowa: Maciej Maleńczuk)
12. „Wojna” – 5:31 (muzyka, słowa: Maciej Maleńczuk)

## Twórcy
Źródło: 
- Maciej Maleńczuk  – śpiew, gitary akustyczne (6-, 12-strunowa)
- Dominik Wywrocki – kontrabas
- Wiesław Jamioł – perkusja